# 영산대역
영산대(아랫반송)역(Youngsandae(Araetbansong)Station, 靈山大(아랫盤松)驛)은 대한민국 부산광역시 해운대구 반송동에 있는 부산 도시철도 4호선의 지하철역이다.

## 특징
아랫반송은 유상병기역명이다. 인근에 영산대학교 해운대캠퍼스와 반송이진아파트, 영산고등학교 등이 있다.
아랫반송 쪽의 주민들이 이 역을 많이 이용하며, 부산 도시철도 4호선의 역들 중에서 이용객이 3번째로 많다.

## 사건, 사고
2019년 9월 18일에 안평 방면 승강장에서 전동휠체어스크린도어랑 충돌한 후 스크린도어가 선로 쪽으로 빠지면서 전동 휠체어와 70대 여성 모두 선로 쪽으로 빠진 후 전동 휠체어는 진입하던 열차와 충돌하여 70대 여성이 부상을 입는 일이 일어나기도 했다.

## 역사
- 2011년 3월 30일 : 부산 도시철도 4호선 개통과 함께 영업 개시

## 역 구조
승강장은 1면 2선의 섬식 승강장을 갖추고 있으며, 스크린도어가 설치되어 있다.

### 승강장
| 석대 ↑   |
| 하상 \|  |
| ↓ 윗반송 |

| 상행 | ● 부산 도시철도 4호선 | 반여농산물시장 · 충렬사 · 동래 · 미남 방면 |
| 하행 | ● 부산 도시철도 4호선 | 윗반송 · 고촌 · 안평 방면                  |

- 승강장에서 반대방면 열차로 갈아 탈 수 있다.

## 사진

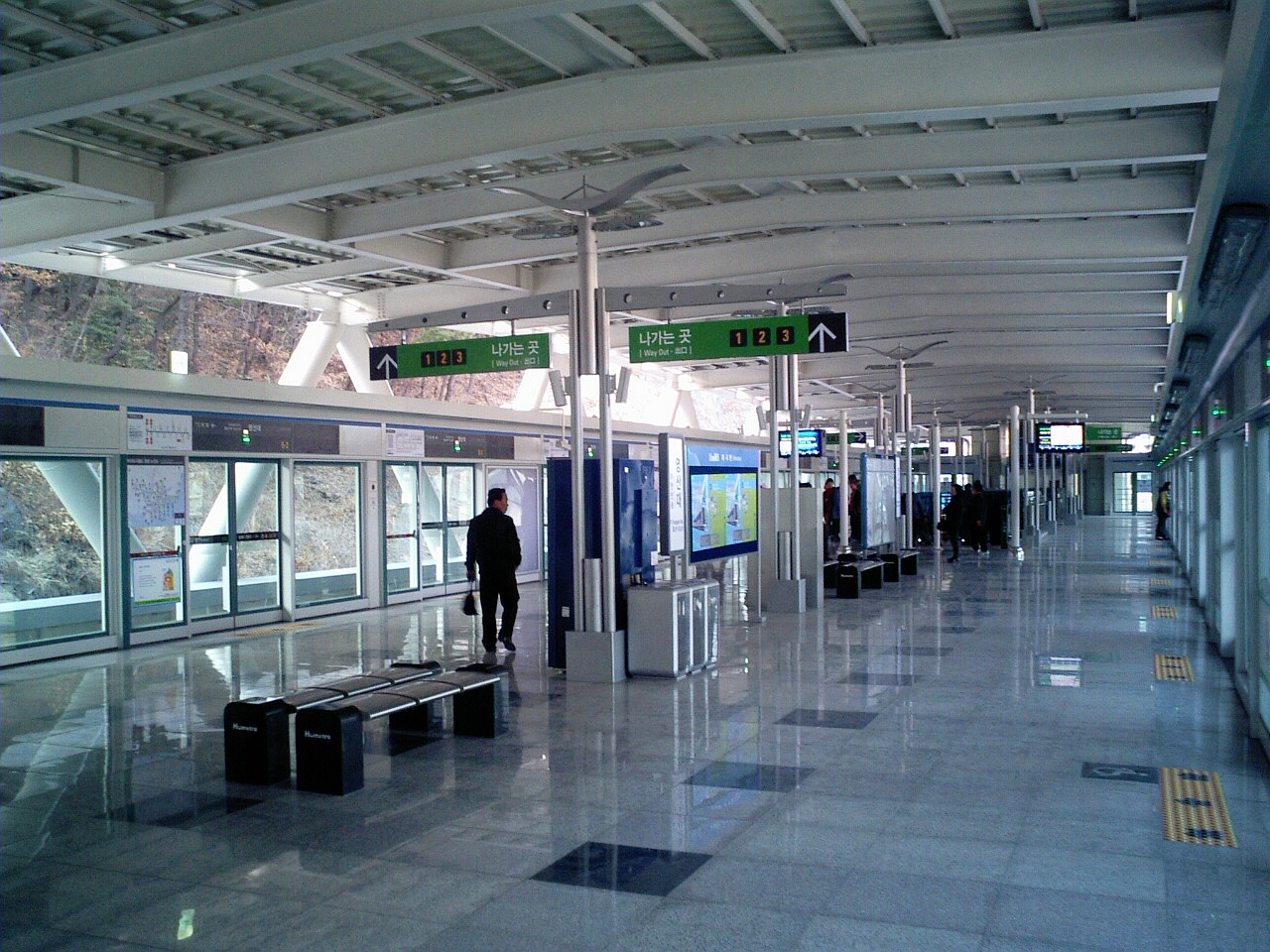
승강장 (측면)

## 역 주변
- 영산대학교 해운대 캠퍼스
- 아랫반송
- 성심보건고등학교
- 반송골목시장
- 꽃다래공원
- 부산시립 반송도서관
- 반송 1동 행정복지센터
- 반송동 우체국
- 반송시장
- 반송 119 안전센터
- 반석파출소
- 반송초등학교
- 반송중학교
- 반송 3동 경로당
- 행복가득 복지센터
- 부산은행 반송동 지점

## 승차량 변동
| 노선  | 승차 인원 | 승차 인원 | 승차 인원 | 승차 인원 | 승차 인원 | 승차 인원 | 주 석 |
| 노선  | 2011년    | 2012년    | 2013년    | 2014년    | 2015년    | 2016년    | 주 석 |
| ----- | --------- | --------- | --------- | --------- | --------- | --------- | ----- |
| 4호선 | 3407      | 3507      | 3543      | 3589      | 3559      | ?         | [ 2 ] |

## 인접한 역
| 부산 도시철도 4호선 | 부산 도시철도 4호선   | 부산 도시철도 4호선  |
| ------------------- | --------------------- | -------------------- |
| 410 석대 미남 방면  | ● 부산 도시철도 4호선 | 412 윗반송 안평 방면 |